# Турово (Днепропетровская область)
Турово (укр. Турове) — село, Царичанский поселковый совет, Царичанский район, Днепропетровская область, Украина.
Код КОАТУУ — 1225655108. Население по переписи 2001 года составляло 218 человек .

## Географическое положение
Село Турово находится на правом берегу реки Орель,
выше по течению на расстоянии в 2,5 км расположено село Помазановка,
ниже по течению на расстоянии в 0,5 км расположен пгт Царичанка,
на противоположном берегу — село Новостроевка.
Река в этом месте извилистая, образует лиманы, старицы и заболоченные озёра.